# Edmund Gunter
Edmund Gunter (n. 1581 - d. 10 decembrie 1626) a fost un preot englez de origine galeză, care a avut contribuții deosebite în domeniul matematicii și astronomiei.
Astfel, printre realizările sale se pot enumera lanțul, cuadrantul și scala care îi poartă numele, dar și primul dispozitiv analogic (un fel de riglă de calcul) cu care se puteau calcula tangentele după o scală logaritmică.
A introdus termenii de cosinus și de cotangentă.
L-a avut ca profesor pe ilustrul Henry Briggs.
După încheierea studiilor, ocupă un post de profesor de astronomie la Colegiul din Gresham, apoi la Deptford.
Cea mai valoroasă lucrare a sa este Canon of triangles.